# Эль-Джубайль
Эль-Джуба́йль (араб. الجبيل‎) — город в Саудовской Аравии, в административном округе Эш-Шаркия (Восточной провинции). Население — 200 000 чел. (по оценке 2003 года).

## Экономика
Город расположен на побережье Персидского залива, в одном из самых богатых нефтью районов страны. В Эль-Джубайле работает целый ряд предприятий, выпускающих смазочные масла, бензин, дизельное топливо, другие продукты нефтехимической промышленности; также производятся сталь (арматура для строительства — компания Hadeed и бесшовные трубы для нефтяной промышленности — компании JESCO, ArcelorMittal) и химические удобрения. Город является одним из наиболее динамично развивающихся промышленных центров Саудовской Аравии.
В северной части города, на острове Абу-Али расположен аэропорт Абу-Али, принадлежащий компании Saudi Aramco.

## Образование
В Эль-Джубайле находится Военно-морской колледж имени короля Фахда, готовящий офицеров для саудовского флота.

## Благоустройство
Эль-Джубайль считается одним из самых благоустроенных городов Саудовской Аравии; есть ряд лагун с пляжами. Весь город пересекают скоростные трассы. Многочисленные сады орошаются опреснённой водой.

## Достопримечательности
Рядом с Эль-Джубайлем находятся руины христианского храма IV века, обнаруженные в 1986 году. Правительство скрывает их от местных жителей и запрещает иностранцам, даже археологам, посещение этого памятника.
Вблизи города расположено одно из крупнейших в мире месторождений нефти — Берри.